# Alouette
«Alouette» (произн. алуэ́тт, фр. «жаворонок») — народная песенка на французском языке.

## Происхождение
Согласно «Канадской энциклопедии», песня «Alouette» происходит из французской Канады. Это самая известная канадская народная песня, ставшая символом французской Канады для всего мира и её неофициальным гимном.
Впервые в печатном виде песня обнаруживается в изданной в Канаде книге A Pocket Song Book for the Use of Students and Graduates of McGill College (Монреаль, 1879), хотя возникла она, возможно, намного раньше.
Канадский фольклорист Мариус Барбо, собравший различные варианты текстов песни в своей работе 1946 года, считал, однако, что она имеет французское происхождение. Того же мнения придерживаются исследователи Серж Лакасс и Конрад Лафорт.
В наши дни песенка считается в первую очередь детской, однако изначально она была в ходу у канадских вояжёров: бодрый ритм песни помогал им грести.
Песня существует в разнообразных вокальных и инструментальных аранжировках и пользуется популярностью не только в Канаде, но и в других франкоязычных странах. В разных странах мира она также используется для обучения детей французскому языку, помогая им запомнить названия частей тела на французском.

## Текст
| Французский оригинал                                                                   | Русский перевод                                                 |
| -------------------------------------------------------------------------------------- | --------------------------------------------------------------- |
| Refrain: Alouette, gentille alouette, Alouette, je te plumerai                         | Припев: Жаворонок, славный жаворонок, Жаворонок, я тебя ощиплю. |
| Je te plumerai la tête. x2 Et la tête! Et la tête! Alouette! Alouette! A-a-a-ah.       | Я тебе ощиплю голову. И голову! И голову! Жаворонок! Жаворонок! |
| Refrain                                                                                | Припев                                                          |
| Je te plumerai le bec. x2 Et le bec! x2 Et la tête! x2 Alouette! x2.                   | Я тебе ощиплю клюв. И клюв! И голову! Жаворонок!                |
| Refrain                                                                                | Припев                                                          |
| Je te plumerai les yeux. x2 Et les yeux! x2 Et le bec! x2 Et la tête! x2 Alouette! x2. | Я тебе ощиплю глаза. И глаза! И клюв! И голову! Жаворонок!      |
| Refrain                                                                                | Припев                                                          |

В последующих куплетах упоминаются также шея (le cou), крылья (les ailes), лапки (les pattes), хвост (la queue) и спина (le dos).

## Интерпретация
Поющий, обращаясь к жаворонку, говорит, что ощиплет ему перья. В каждом куплете он заявляет о намерении ощипать перья с нового участка на теле птички: с головы, с клюва, с шеи и т. д., перечисляя затем все уже упомянутые ранее.
О причине подобных действий в песне не говорится. Известно, что мясо жаворонка считалось в Европе деликатесом, однако канадский исследователь Серж Лакасс замечает, что полевые жаворонки (именно об этом виде говорится в песне) в Канаде не водятся и канадской кулинарной традиции это блюдо незнакомо. Он считает этот факт одним из доказательств французского происхождения песни.
В своей работе «Survivances médiévales dans la chanson folklorique: poétique de la chanson en laisse» этномузыковед Конрад Лафорт пишет, что в песенной традиции жаворонок считался провозвестником дня и, следовательно, «врагом» влюблённых, для которых его пение было сигналом к расставанию. Не исключено поэтому, что в песне «Alouette» жаворонку угрожает влюблённый.
Существует предположение, что песню могли петь женщины, занимавшиеся ощипыванием дичи. Возможно также, что она носит сатирический или метафорический характер.